# Avibrissina laticornis
Avibrissina laticornis är en tvåvingeart som beskrevs av Malloch 1938. Avibrissina laticornis ingår i släktet Avibrissina och familjen parasitflugor. Inga underarter finns listade i Catalogue of Life.